# Nova Luna
Nova Luna ist ein Brettspiel der Spieleautoren Uwe Rosenberg und Corné van Moorsel, das 2019 bei der Edition Spielwiese im Vertrieb von Pegasus Spiele erschien. Bei dem Spiel handelt es sich um ein weitgehend abstraktes Legespiel, bei dem die Mitspieler über die Kombination von farbigen Legeplättchen möglichst viele auf diesen abgebildete Aufgaben erfüllen müssen.
Das Spiel wurde 2020 für die Auszeichnung zum Spiel des Jahres sowie 2021 für den MinD-Spielepreis des Vereins Mensa in Deutschland nominiert.

## Hintergrund und Spielmaterial
Nova Luna ist ein Legespiel, bei dem die Spieler versuchen, durch die geschickte Wahl und Auslage von Legeplättchen möglichst viele von auf diesen angegebenen Aufgaben durch eine Plättchenauslage zu erfüllen. Wer zuerst alle seine Markierscheiben auf den Plättchen der eigenen Auslage platzieren kann, gewinnt das Spiel. Das Spielmaterial besteht neben der Spielanleitung aus einer Monduhr, einer Mondfigur, 64 Legeplättchen in vier Farben sowie vier Sets aus jeweils 21 farbigen Spielsteinen in Form von flachen Holzchips.

## Spielweise
Zu Beginn des Spiels wählt jeder Spieler eine Spielerfarbe und bekommt das komplette Set der entsprechenden Spielsteine. Die Monduhr wird in die Tischmitte gelegt, und jeder Spieler legt einen seiner Spielsteine auf das markierte Startfeld beim Neumond. Die Mondfigur wird in die Aussparung der Monduhr am Startfeld gestellt. Die Legeplättchen werden gemischt und jeweils eines der Plättchen wird offen in die restlichen 11 Aussparungen der Monduhr gelegt. Aus den restlichen Plättchen werden beliebig viele verdeckte Nachziehstapel gebildet.
Die Spielerreihenfolge für die Startrunde wird zufällig bestimmt. Die Spielsteine werden so auf das Startfeld gestapelt, dass der des Startspielers oben liegt. Dieser macht den ersten Zug, und in der Folge ist immer der Spieler an der Reihe, dessen Spielstein am weitesten hinten liegt; liegen mehrere Spielsteine auf der letzten Position, so zieht jeweils der mit dem obersten, zuletzt auf das Feld gelegten Stein. Der jeweils aktive Spieler nimmt ein Plättchen aus der Auslage, wobei die Auswahl durch die Mondfigur bestimmt wird. Er muss grundsätzlich immer eines der nächsten drei Plättchen in Zugrichtung der Mondfigur nehmen und es dann in die freigewordene Aussparung die Mondfigur platzieren; leere Felder, auf denen kein Plättchen mehr liegt, werden dabei nicht mitgezählt. Das genommene Plättchen legt er nun in eine Auslage vor sich, die in der Folge durch das Anlegen weiterer Plättchen wächst. Danach zieht er seinen Spielstein um die auf dem Plättchen angegebene Anzahl Felder vorwärts. Liegen zu Beginn des Zuges eines Spielers nur noch ein oder zwei Plättchen in der Auslage, darf er entscheiden, ob er eines dieser Plättchen nimmt oder die Auslage von den Nachziehstapeln neu aufgefüllt wird, bevor er seinen Zug macht.
Auf den Legeplättchen befinden sich immer 1 bis 4 Kreise. Der jeweils oben links platzierte Kreis enthält eine Zahl von 1 bis 7 und gibt an, wie viele Felder der Spieler auf der Zählleiste gehen muss. Die restlichen Kreise auf dem Plättchen enthalten einen bis vier bunte Punkte und sind Aufgaben für den Spieler. Sie geben die Bedingungen an, unter denen die jeweiligen Aufgaben erfüllt werden: Gelingt es dem Spieler, in seiner Auflage benachbart zu dem Plättchen weitere Plättchen mit den angegebenen Farben zu platzieren, so sind diese Aufgaben gelöst und dürfen mit jeweils einem Spielerchip abgedeckt werden. Immer wenn ein Spieler ein Plättchen nimmt, muss er dieses direkt offen senkrecht oder waagerecht an die vorhandenen Plättchen seiner Auslage anlegen. Es ist erlaubt, beliebige Plättchen anzulegen, auch wenn deren Farbe mit keiner Aufgabe des angrenzenden Plättchens übereinstimmt. Um die Aufgaben zu erfüllen, müssen die waagerecht und senkrecht benachbarten Plättchenfarben den dargestellten Farben der Aufgabe entsprechen. Eine Nachbarfarbe zählt mehrfach, wenn ein Plättchen ein benachbartes Plättchen gleicher Farbe hat, und dies setzt sich beliebig fort. Um also eine Aufgabe mit mehreren benötigten Plättchen gleicher Farbe zu erfüllen, muss nur eines mit dem Plättchen benachbart sein, selbst jedoch weitere Nachbarn der gleichen Farbe haben. Die Farbe des Plättchens, auf dem die Aufgabe steht, zählt dabei selbst nie mit. Im Idealfall erfüllen die Plättchen gegenseitig Teile der jeweiligen Aufgaben. Immer, wenn eine Aufgabe auf einem Plättchen erfüllt ist, wird sie mit einem Spielmarker abgedeckt.
Das Spiel endet, sobald entweder keine Plättchen mehr zur Verfügung stehen oder wenn ein Spieler alle seine Spielmarker verbraucht hat. Im letzteren Fall ist dieser der Gewinner des Spiels, im ersteren gewinnt derjenige, der die wenigsten verbliebenen Marker hat. Bei gleicher Anzahl an Scheiben gewinnt der Spieler, der früher wieder an die Reihe käme, wenn das Spiel fortgesetzt würde.

## Ausgaben und Rezeption
Nova Luna wurde für die Edition Spielwiese des gleichnamigen Berliner Spielecafés entwickelt. Es baut auf dem Spiel Habitats des niederländischen Spieleautors Corné van Moorsel auf, das von Uwe Rosenberg modifiziert und mit Auswahlelementen von Patchwork ergänzt wurde.
Es erschien 2019 bei der Edition Spielwiese im Vertrieb von Pegasus Spiele in einer zweisprachigen Version auf Deutsch und Englisch sowie auf Französisch; zeitgleich erschien es bei SD Games auf Spanisch, bei Stronghold Games auf Englisch und bei White Goblin Games auf Niederländisch.
Das Spiel wurde in zahlreichen Rezensionen überwiegend positiv beschrieben. Der Spielekritiker Harald Schrapers etwa bezeichnete es in seinem Blog „games we play“ als „Nova Luna steht für taktischen Tiefgang, der für viele interessante Partien sorgt, ausbalanciert mit einem angenehmen Glücksfaktor.“ Wieland Herold ordnet das Spiel in seine zweithöchste Kategorie „Gerne morgen wieder“ ein und beschreibt es als „von der Berliner Edition Spielwiese wunderschön umgesetzt“; für ihn erreicht es spielerisch „nicht ganz den Patchwork-Sog, ist aber durch die Synergiewirkungen, die sich aus den Plättchenkombis ergeben, nicht weit weg von Rosenbergs Duell-Klassiker“. In der Rezension seines Kollegen Udo Bartsch in der spielbox gibt Wieland dem Spiel 8 von 10 möglichen Punkten. Bartsch selber bewertet das Spiel mit 7 der 10 möglichen Punkte und kritisiert das etwas weit hergeholte Thema des eigentlich abstrakten „Plättchenlegespiels“, beschreibt die Umsetzung jedoch als gelungene „Reduktion auf den entscheidenden Kern“ von van Moorsel's komplexer ausgestatteten Spiels. In der Spieledatenbank BoardGameGeek wurde es im Oktober 2022 mit 7,4 von 10 Punkten bewertet, wobei bis zu diesem Zeitpunkt mehr als 5800 Wertungen abgegeben wurden. Auf brettspiele-magazin.de wurde es mit 76,7 % von 100 % bewertet. Zudem wird es häufig mit dem 2010 erschienenen Spiel und sehr ähnlichen Sagani, ebenfalls von Uwe Rosenberg, verglichen, etwa auf brettspiele-magazin.de, spieletest.at oder brettspielbox.de.
2020 wurde Nova Luna neben My City und Pictures für das Spiel des Jahres nominiert, das Spiel Pictures wurde ausgezeichnet. 2021 folgte eine Nominierung für den MinD-Spielepreis des Vereins Mensa in Deutschland in der Kategorie „kurzes Spiel“, wo es sich hinter Pictures auf dem zweiten Rang platzieren konnte.

## Belege
1. 1 2 3 4 5 6  Offizielle Spielregeln für Nova Luna, Pegasus / Edition Spielwiese 2019.
2. 1 2  Wieland Herold: Nova Luna, Rezension auf dem Blog „mit 80 Spielen durch das Jahr“, 3. Dezember 2019; abgerufen am 7. Juli 2020.
3. 1 2 3  Udo Bartsch: Nova Luna: Wer Zeit hat, zieht. Rezension in der spielbox 1/2020, Januar 2020; S. 32–34.
4. ↑  Versionen von Nova Luna in der Spieledatenbank BoardGameGeek (englisch); abgerufen am 7. Juli 2020
5. ↑  Harald Schrapers: Nova Luna, Rezension auf dem Blog „games we play“, 28. November 2019; abgerufen am 7. Juli 2020.
6. ↑  Ratings & Comments von Sagani in der Spieledatenbank BoardGameGeek (englisch); abgerufen am 19. Oktober 2022
7. ↑  Nova Luna, Rezension auf brettspiele-magazin.de; abgerufen am 20. Oktober 2022
8. ↑  Sagani, Rezension auf brettspiele-magazin.de; abgerufen am 20. Oktober 2022
9. ↑  Sagani, Rezension auf spieletest.at; abgerufen am 20. Oktober 2022
10. ↑  Sagani, Rezension auf brettspielbox.de; abgerufen am 20. Oktober 2022
11. ↑  Die Gewinner 2020 stehen fest auf der Website des Spiel des Jahres e.V., 20. Juli 2020; abgerufen am 28. Juni 2020.
12. ↑  MinD – Mensa Spielpreis 2021 auf brettspielbox.de, 25. Januar 2022; abgerufen am 20. Oktober 2022.